# アメリカコナギ
アメリカコナギ(Heteranthera limosa)は、ミズアオイ科の水生植物。北アメリカや中南米が原産地であるが、日本にも帰化植物として定着している。

## 分布
北アメリカ、中央アメリカ、南アメリカの水田や湿地、用水路に生息する。日本でも岡山県や福岡県などで、帰化植物として見られる。特に岡山県では、在来種であるコナギに代わってアメリカコナギの生息地が拡がっていることが確認されている。

## 生態
一年草で、通常抽水状態で生育する。葉は根生で、葉柄の長さは9-30cm、葉身は長卵形。花期は8月から10月で、花は先端の尖ったヘラ型の花弁を6枚もつ。花の色は青紫色のものと白色のものが知られる。
種子は長円形で、長さ約0.7mm、色は黒褐色。種子生産量は非常に多い。

## 類似種
コナギに似るが、コナギの花は5-6個の花が集合した総状花序であるのに対し、アメリカコナギの花は単一であるため、花を見れば違いは明らかである。また葉の基部がハート型になるコナギに対し、アメリカコナギの葉の基部はハート型にならないため、葉でも見分けられる。なお名称が似ているが、コナギはミズアオイ属に分類され、アメリカコナギは別属のアメリカコナギ属に分類される。